# Canton de Saumur-Nord
Le canton de Saumur-Nord est une ancienne division administrative française située dans le département de Maine-et-Loire et la région Pays de la Loire.
Il disparaît après les élections cantonales de mars 2015, réorganisées par le redécoupage cantonal de 2014.

## Composition
Le canton de Saumur-Nord se composait d’une fraction de la commune de Saumur (correspondant au territoire de la commune associée de Saint-Lambert-des-Levées) et de trois autres communes. Il comptait 10 925 habitants (population municipale) au 1er janvier 2012.
| Nom                      | Code Insee | Intercommunalité       | Population (dernière pop. légale)              |
| ------------------------ | ---------- | ---------------------- | ---------------------------------------------- |
| Saumur (chef-lieu)       | 49328      | CA Saumur Val de Loire | Fraction : 6 275(2012) Commune : 27 301 (2014) |
| Les Rosiers-sur-Loire    | 49261      | CA Saumur Val de Loire | 2 305 (2015)                                   |
| Saint-Clément-des-Levées | 49272      | CA Saumur Val de Loire | 1 142 (2014)                                   |
| Saint-Martin-de-la-Place | 49304      | CA Saumur Val de Loire | 1 149 (2015)                                   |

## Géographie
Situé de part et d'autre de la Loire, ce canton était organisé autour de Saumur dans l'arrondissement du même nom. Sa superficie, était de 51 km2, et son altitude variait de 18 mètres  pour Les Rosiers-sur-Loire) à 95 mètres pour Saumur.
| Nom de la commune        | Surface (ha) | Alt. mini (m) | Alt. maxi (m) |
| ------------------------ | ------------ | ------------- | ------------- |
| Les Rosiers-sur-Loire    | 2 611        | 18            | 26            |
| Saint-Clément-des-Levées | 1 022        | 20            | 27            |
| Saint-Martin-de-la-Place | 1 484        | 20            | 29            |
| Saumur                   | 6 625        | 20            | 95            |

## Histoire
Le canton de Saumur-Nord (chef-lieu) est créé en 1790. Initialement constitué en canton unique, il est éclaté en trois cantons en 1800 (Saumur-Nord-Est, Saumur-Sud et Saumur-Nord-Ouest), puis en deux cantons en 1963 (Saumur-Nord et Saumur-Sud). Le décret du 30 mai 1963 rattache la partie de la ville de Saumur du canton de Saumur-Nord-Est au canton de Saumur-Nord ; le canton de Saumur-Nord-Est devenant alors le canton de Noyant.
À sa création le canton est rattaché au district de Saumur, puis en 1800 à l'arrondissement de Saumur.
Dans le cadre de la réforme territoriale, un nouveau découpage territorial pour le département de Maine-et-Loire est défini par le décret du 26 février 2014. Le canton de Saumur-Nord disparait aux élections cantonales de mars 2015.

## Représentation

### En 1790, canton de Saumur
Canton de Saumur en 1793.

### De 1801 à 1963
- En 1801, cantons de Saumur-Nord-Ouest, Saumur-Nord-Est (canton d'Allonnes) et Saumur-Sud[5],[6].
- De 1833 à 1848, les cantons de Saumur Nord-Ouest et de Saumur Nord-Est avaient le même conseiller général. Le nombre de conseillers généraux était limité à 30 par département[7].

 Conseillers généraux du canton de Saumur-Nord-Ouest (1833-1967)
| Période | Période              | Identité                        | Étiquette    | Qualité |
| ------- | -------------------- | ------------------------------- | ------------ | --- |
| 1833    | 1833 (non acceptant) | Guillaume Papin-Miet            |              | |
| 1833    | 1839                 | Jacques-Clément Targé-Bonnemère |              | Propriétaire à Louerre |
| 1839    | 1843 (démission)     | Charles Daniel Dupuis           |              | Ancien colonel de la Garde nationale Propriétaire à Saumur |
| 1843    | 1855                 | François Arrault                |              | Juge de paix et avoué à Saumur |
| 1855    | 1858                 | Frédéric Daburon                |              | Juge au Tribunal civil de Saumur |
| 1858    | 1871                 | Léon Mayaud (1827-1901)         |              | Propriétaire à Saumur |
| 1871    | 1880 (démission)     | Paul Abellard                   | Républicain  | Bâtonnier de l'Ordre des Avocats de Saumur |
| 1880    | 1895                 | Charles Haran                   | Républicain  | Maire de Saint-Clément-des-Levées |
| 1895    | 1925                 | Gaston de La Guillonnière       | Conservateur | Maire de Saint-Martin-de-la-Place |
| 1925    | 1931 (décès)         | Alphonse Menou-Moreau           | RG           | Négociant |
| 1931    | 1935 (décès)         | Louis Peltier                   | Rad.         | Négociant en graines à Saint-Martin-de-la-Place |
| 1935    | 1940                 | Louis Mongault                  | Droite       | Agriculteur, maire de Saumur (1929), puis de Saint-Lambert-des-Levées                                                                                                |
|         |                      |                                 |              | |
| 1943    | 1945                 | Jules Baudry (1879-1950)        |              | Avocat Conseiller municipal de Saumur Nommé conseiller départemental en 1943                                                                                         |
|         |                      |                                 |              | |
| 1945    | 1967                 | Narcisse Théophile Pélon        | Rad.         | Ingénieur et industriel (fabricant de machines agricoles) à Saumur,ancien conseiller d'arrondissement Ancien juge au Tribunal de commerce Membre des Français Libres |

Conseillers généraux du canton de Saumur-Nord-Est

### De 1963 à 2015, conseillers généraux du canton de Saumur-Nord
En 1963, cantons de Saumur-Nord et Saumur-Sud,.
Le canton de Saumur-Nord est la circonscription électorale servant à l'élection des conseillers généraux, membres du conseil général de Maine-et-Loire.
| Période | Période          | Identité                  | Étiquette      | Qualité |
| ------- | ---------------- | ------------------------- | -------------- | --- |
| 1967    | 1973 (décès)     | René Briand (1903-1973)   | Rad. puis MRG  | |
| 1973    | 1983 (démission) | Lucien Gautier            | UDR puis RPR   | Négociant Sénateur (1965-1983) Ancien conseiller général du Canton de Saumur-Sud Président du Conseil Général (1979-1982) |
| 1984    | 1992             | Lucien Cousseau           | RPR            | Chef d'entreprise à Saumur                                                                                                |
| 1992    | 2004             | Paul Boisnier (1937-2020) | RPR            | Cadre Conseiller municipal de Saumur, maire délégué de Saint-Lambert-des-Levées                                           |
| 2004    | 2015             | Jean-Michel Marchand      | Verts puis PRG | Principal de collège Député (1997-2002) Maire de Saumur (2001-2008 et 2014-2017) Ancien président de la C.A. de Saumur    |

### Conseillers d'arrondissement du canton de Saumur-Nord-Est (de 1833 à 1940)
Voir canton d'Allonnes

### Conseillers d'arrondissement du canton de Saumur-Nord-Ouest (de 1833 à 1940)
| Période                                  | Période | Identité                                        | Étiquette   | Qualité |
| ---------------------------------------- | ------- | ----------------------------------------------- | ----------- | --- |
| 1833                                     | 1848    | Eugène Tessié (de La) Delamotte                 |             | Maire des Rosiers                                                                                           |
|                                          |         |                                                 |             | |
| av.1893                                  |         | René-François Bouju                             |             | Suppléant du juge de paix, agriculteur, maire de Saint-Lambert-des-Levées                                   |
|                                          |         |                                                 |             | |
| 1919                                     | 1925    | André Astié (1874-1935)                         |             | Médecin, maire de Saumur                                                                                    |
|                                          |         |                                                 |             | |
| 1928                                     | 1934    | René Sarrebourse de La Guillonnière (1888-1961) |             | Président du comice agricole de Saumur, propriétaire à Saint-Martin-de-la-Place                             |
| 1934                                     | 1935    | Louis Mongault                                  | Républicain | Agriculteur, maire de Saint-Lambert-des-Levées                                                              |
| 1935                                     | 1940    | Narcisse Théophile Pélon                        | Radical     | Ingénieur à Saumur                                                                                          |
| 1940                                     |         |                                                 |             | Les conseils d'arrondissement ont été suspendus par la loi du 12 octobre 1940 et n'ont jamais été réactivés |
| Les données manquantes sont à compléter. |         |                                                 |             | |

### Résultats électoraux détaillés
- Élections cantonales de 2004 : Jean-Michel Marchand (VEC) est élu au 2e tour avec 53,88 % des suffrages exprimés, devant Paul Boisnier (UMP) (46,12 %). Le taux de participation est de 63,17 % (4 865 votants sur 7 702 inscrits)[14].
- Élections cantonales de 2011 : Jean-Michel Marchand (PRG) est élu au 2e tour avec 59,92 % des suffrages exprimés, devant Paul Hugot (UMP) (40,08 %). Le taux de participation est de 48,43 % (3 816 votants sur 7 879 inscrits)[15].

## Démographie
| 1968 | 1975 | 1982 | 1990   | 1999   | 2006   | 2011   | 2012   |
| ---- | ---- | ---- | ------ | ------ | ------ | ------ | ------ |
| -    | -    | -    | 11 167 | 11 064 | 11 027 | 10 827 | 10 925 |